# Dê Cilentana Nera
Dê Cilentana Nera là một giống dê nhà bản địa của tỉnh Salerno, Campania, một vùng đất ở miền nam nước Ý.
Giống dê này có tên Clientana Nera theo tên của địa danh thuộc Cilento, phần lớn trong số đó là ngày nay thuộc Parco Nazionale del Cilento, Vallo di Diano e Alburni, và được nuôi chủ yếu ở khu vực đó và ở Monti Alburni. Phạm vi giống dê này phổ biến còn đến tận Monti Picentini và đến khu vực Ricigliano ở phía đông Campania và Muro Lucano ở Basilicata. Nó là một trong ba giống dê ở Cilento, những giống dê khác là Dê Cilentana Grigia và Dê Cilentana Fulva.
Các cá thể dê Cilentana Nera được tìm thấy vùng đất cao hơn và đồng cỏ nghèo hơn so với hai loại dê còn lại và được nuôi dưỡng chủ yếu với mục đích lấy thịt. Giống dê này thực tế đã bị ảnh hưởng bởi các giống khác như dê Garganica và Dê Napoletana.
Cilentana Nera là một trong bốn mươi ba giống dê dê của Ý có phân bố hạn chế, trong đó một cuốn sách về giống được lưu giữ bởi Associazione Nazionale della Pastorizia, hiệp hội chăn nuôi cừu và dê quốc gia Ý. Trong những năm 1980 dê giống này có số lượng rất ít, và năm 1983 nó được cho là gần như tuyệt chủng; tuy nhiên, cuộc điều tra dân số năm 2008 đã tìm thấy 3683 cá thể dê giống này, và vào cuối năm 2013, số lượng đã đăng ký được báo cáo là khoảng 2403 hoặc khoảng 2098.